# Vương quốc Odrysia
Vương quốc Odrysia là một liên minh của các bộ tộc Thrace tồn tại kéo dài từ thế kỉ thứ 5 TCN tới thế kỷ 3 TCN. Lãnh địa của nó bao gồm phần rộng lớn của ngày nay là Bulgaria, kéo dài tới phần phía bắc của Romania Dobruja, phần phía bắc của Hy Lạp và phần châu Âu Thổ Nhĩ Kỳ ngày nay. Vua Seuthes III sau đó đã chuyển kinh đô tới Seuthopolis, nơi mà bây giờ nằm ở dưới vùng của hồ chứa nước "Koprinka" gần thị trấn Kazanlak ở miền Trung Bulgaria.

## Lịch sử

### Người Odrysian
Người Odrysia (Odrysae hoặc Odrusai, Tiếng Hy Lạp: "Οδρύσαι") là một bộ tộc Thrace từng định cư ở đồng bằng sông Hebrus. Con sông Artescus chảy qua đất của họ thì đem lại sự phì nhiêu và sự thuận lợi để phát triển. Sử gia Xenophon ghi lại rằng người Odrysia tổ chức đua ngựa sau khi những chiến binh của họ mất.

### Vương quốc Odrysia
Vương quốc Odrysia là vương quốc đầu tiên của người Thracia đã đạt được sức mạnh trong khu vực bằng việc thống nhất các vùng đất của các bộ tộc Thracia dưới quyền của một vị vua, vua Teres. Ban đầu, nhà nước bao gồm vùng đông Thrace và các khu vực xa ở phía bắc như cửa sông Danube. Sau đó, lãnh thổ đã được mở rộng lên đáng kể và bao gồm biên giới sau: Biển Đen về phía đông, Danube ở phía bắc, khu vực dân cư của bộ tộc Tribali ở phía tây bắc, lưu vực sông Strymon (Struma) và tới những thành thị ven biển của người Hy Lạp ở phía tây nam.
Sử gia Z.H. Archibald viết:
" Người Odrysia đã tạo ra các thực thể nhà nước đầu tiên thay thế hệ thống bộ lạc ở phía đông bán đảo Balkan. Vị vua của họ thường được thế giới bên ngoài biết đến như các vị vua của Thrace, mặc dù quyền lực của họ không có cách nào mở rộng tới tất cả các bộ tộc Thracia. Ngay cả trong sự hạn chế của vương quốc của họ về bản chất của quyền lực hoàng gia vẫn là lỏng lẻo".
Vùng lãnh thổ rộng lớn này với cư dân chủ yếu là người Thrace và những bộ tộc Daco-Moesia mà đã được thống nhất dưới triều đại của một người cai trị chung (vua), và bắt đầu thực hiện chính sách ổn định trong nước và bành trướng ra bên ngoài. Đó là những điều kiện thuận lợi để khắc phục dần sự chia rẽ giữa các bộ tộc và dần dần có thể dẫn đến việc hình thành một cộng đồng dân tộc ổn định hơn. Điều này đã không thành hiện thực khi mà giai đoạn thống trị của vương quốc Odrysian tương đối ngắn. Bất chấp những nỗ lực của các vị vua Odrysian để củng cố quyền lực trung ương, sự li khai vẫn rất mạnh mẽ. Một số bộ lạc đã liên tục nổi loạn và cố gắng thiết lập chính quyền riêng biệt trong khi những bộ lạc khác vẫn ở ngoài biên giới của quốc gia.
Cuối thế kỉ thứ 5 và đầu thế kỉ thứ 4 TCN, sau nhiều các cuộc xung đột, vương quốc Odrysian bị chia ra làm 3 phần được biết đến với tên Thượng Thrace và Hạ Thrace, thậm chí sau này có ba tiểu bang Thrace cai trị. Sự suy giảm chính trị và quân sự tiếp tục diễn ra trong khi quốc gia lân bang, Macedonia tiếp tục phát triển và trở thành một thế lực hùng mạnh và đầy tham vọng.

### Sử gia
Theo sử gia Hy Lạp Herodotus và Thucydides, một triều đại hoàng gia nổi lên trong số các bộ lạc Odrysia ở Thrace trong khoảng cuối thế kỷ thứ 5 trước Công nguyên, mà đã chiếm lĩnh phần lớn đất đai và cư dân giữa sông Danube và biển Aegean trong các thế kỷ tiếp theo. Sau c ácnhà văn, những đồng tiền của hoàng gia, và chữ khắc cho thấy sự tồn tại của triều đại này vào đầu thế kỷ thứ nhất, mặc dù ảnh hưởng chính trị của nó giảm dần đầu dưới sự ảnh hưởng của Ba Tư, Macedonia, sau đó là La Mã.
Con trai của Teres, Sitalces, chứng tỏ mình là một nhà lãnh đạo quân đội tài giỏi, buộc các bộ lạc rời bỏ liên minh phải xác nhận quyền lực của mình. Các nhà nước giàu có này trải dài từ sông Danube tới biển Aegean đã xây dựng đường sá để phát triển thương mại và xây dựng một đội quân hùng mạnh. Năm 429 trước Công nguyên, Sitalces liên minh với người Athen và tổ chức một chiến dịch lớn chống lại Macedonia, với một đội quân lớn từ các bộ lạc Thracia độc lập và các bộ lạc người Paeonia. Theo Thucydides nó bao gồm 150.000 người, nhưng đã buộc phải thoái lui trong thất bại vì thiếu nguồn dự trữ, và mùa đông sắp tới.
Trong thế kỷ thứ 4 trước Công nguyên, vương quốc chia tách trong ba vương quốc nhỏ hơn, trong đó có một, với thủ đô tại Seuthopolis tồn tại lâu nhất. Trong thời kỳ Hy Lạp nó đã được đề cập vào các thời điểm khác nhau từ Alexander Đại đế, Lysimachos, Ptolemy II, và Philip V, và một thời gian ngắn bị tràn ngập bởi những người Celt, nhưng vẫn thường duy trì các vị vua của mình. Trong thời kỳ La Mã cai trị người Sapaean là chư hầu Rome cho đến khi Thrace bị sáp nhập như là một tỉnh của La Mã trong năm 46 SCN.

## Danh sách các vị vua Odrysia
- Teres I (450 TCN - 431 TCN)
- Sitalces (431 TCN - 424 TCN)
- Seuthes I (424 TCN - 410 TCN)
- Amadocus I (410 TCN - 390 TCN)

- Seuthes II (405 TCN - 391 TCN)

- Hebryzelmis (390 TCN - 384 TCN)
- Cotys I (384 TCN - 359 TCN)

- Cersobleptes (359 TCN - 341 TCN)
- Berisades (359 TCN - 352 TCN)

- Cetriporis (358 TCN - 347 TCN)

- Amadocus II (359 TCN - 347 TCN)

- Teres II (347 TCN - ?)

- Seuthes III (ca. 330 TCN - ca. 300 TCN)
- Pleuratus (213 TCN-208 TCN)
- Cotys VI (180 TCN-168 TCN)
- Cotys VII (57 TCN-48 TCN)
- Rhescuporis I và Rhascus (48 TCN-13 TCN)
- Rhoemetalces I (12 TCN-12)

- Cotys VIII (12-18)
- Rhescuporis II (12-19)

- Rhoemetalces II và Tryphaena (18-38)
- Rhoemetalces III và Pythodoris II (38-46)